# Tabiteuea
Tabiteuea est le plus grand atoll des îles Gilbert, aux Kiribati.

## Toponymie
Son nom signifie : « les chefs sont interdits » et se décompose en tabu (« sacré », « interdit », comme le mot français de même origine tabou) et te uea (« le(s) chef(s) »).

## Géographie
L'atoll est traditionnellement coupé en deux parties : Tabiteuea-Nord (ou Tabiteuea Meang) et Tabiteuea-Sud (ou Tabiteuea Maiaki) qui ont chacune leur autonomie administrative et leurs propres députés. Ces deux parties ne sont pas reliées entre elles (elles ne peuvent l'être que par bateau ou par avion). Chacune a son propre aérodrome, l'aérodrome de Tabiteuea-Nord et celui de Tabiteuea-Sud.
La superficie terrestre globale est de 38 km2. Tabiteuea Nord a une superficie de 26 km2 avec une population de 3 956 habitants (2015), tandis que Tabiteuea Sud a une superficie terrestre de 12 km2 et une population de 1 304 habitants.

## Histoire
Son premier véritable contact avec les Occidentaux a été tragique, au cours de l'expédition d'exploration américaine du lieutenant de vaisseau Charles Wilkes. Le Peacock et le Flying Fish, commandés par le lieutenant de vaisseau Hudson, son second, étaient au large de l'île de Drummond (actuelle Aanikai) le 1er mai 1841. « Hudson avait perdu des jours entiers à chercher des îles inexistantes et consacré quelques heures seulement à hydrographier les nouvelles découvertes. À l'île de Drummond [Tabiteuea] dans les Gilbert, l'escadre était tombée sur des indigènes hostiles armés de lances à pointe de pastenague et d'épées cloutées de dents de requin. Contre toute évidence, Hudson soutint qu'ils étaient inoffensifs et emmena une équipe à terre. Comme on pouvait s'y attendre, un matelot fut attiré à l'écart du groupe et on ne le revit jamais. À titre de représailles, Hudson attaqua le village (Utiroa) le lendemain et tua une vingtaine d'indigènes. "Encore la guerre ! écrivit [William] Reynolds. Il me semble que nous sommes appelés à laisser du sang sur notre passage à travers le Pacifique". ». Cette version des faits semble être assez contestable. Il n'existait pas de village proprement dit à Tabiteuea qui était sans doute l'atoll le plus peuplé des Gilbert, Utiroa comptant au moins 900 habitants, sans doute davantage, et c'est la maison commune principale (maneaba) d'Utiroa qui a été détruite. Le matelot pouvait très bien être un déserteur d'autant que le commandant ne laissait jamais les matelots descendre à terre (ceux de la goëlette Flying Fish n'ont passé, comme Reynolds, qu'une douzaine d'heures à terre pendant six mois). Enfin, il semble que le nombre de Gilbertins tués soit nettement plus important que la vingtaine concédée. La description de leurs armures tressées en fibre de coco et de leurs armes coupantes est en revanche exacte.
À la fin du XIXe siècle, l'atoll fut le site d'une guerre de religion. Les îles du Nord se convertirent au christianisme et, menées par un pasteur hawaïen du nom de Kapu, envahirent avec succès le Sud afin d'y imposer leur nouvelle religion par la force des armes, au détriment d'un culte naissant à Tioba (gilbertin de Jehovah).
Tabiteuea-Nord fut également la résidence du père Octave Terrienne lorsqu'il arriva, jeune missionnaire, aux îles Gilbert en 1930 . Devenu le plus jeune évêque du monde catholique, il construisit une cathédrale à Tanaeang pour y installer le siège de son diocèse.